# Bandera gitana

Bandera gitana.

La bandera del pueblo gitano o bandera romaní fue establecida por primera vez durante el Primer Congreso Gitano celebrado en Londres en 1971, durante el cual se perfiló también el que sería el himno gitano (Gelem Gelem).
Se divide en dos franjas horizontales, azul y verde, con una rueda roja en el centro. La parte superior, azul, simboliza el cielo, que es el techo del hogar del pueblo romaní, debido a su historia de pueblo nómada. La inferior, de color verde, simboliza el suelo o campo, el mundo por el que transitan. La rueda, también presente en la bandera de la India, expresa los deseos de libertad de circulación más allá de las fronteras establecidas.
La bandera del pueblo gitano es seña de identidad de la comunidad romaní disgregada por todo el planeta. Como tal fue empleada durante el funeral del cantante flamenco andaluz Camarón de la Isla (1950-1992), cuyo féretro fue cubierto con esta enseña.
La bandera del pueblo gitano es utilizada en los numerosos actos públicos que se llevan a cabo durante cada año. Entre ellos el Día Internacional del Pueblo Gitano, que se conmemora el día 8 de abril, fecha que fue establecida en su I Congreso Internacional celebrado en Londres en 1971, donde se determinó la bandera Romaní/gitana. Además se impulsaron y consensuaron criterios de actuación para la recuperación, protección y difusión del Romanés, idioma que hablan más de 14 millones de personas en todo el mundo. También se declaró el Gelem, Gelem (anduve, anduve) como himno internacional con el que se recuerda a los gitanos víctimas del nazismo, hecho conocido en la historia como Holocausto o Porraimos.